# 皮埃尔菲什
皮埃尔菲什（法語：Pierrefiche，法語發音：[pjɛʁfiʃ]）是法国阿韦龙省的一个市镇，属于罗德兹区。

## 地理
皮埃尔菲什（44°26'37"N, 2°56'53"E）面积17.1 平方千米，位于法国奧克西塔尼大區阿韦龙省，该省份为法国南部内陆省份，位于法國中央高原南部，北起顺时针与康塔爾省、洛泽尔省、加尔省、埃罗省、塔恩省、塔恩-加龙省和洛特省接壤。
与皮埃尔菲什接壤的市镇（或旧市镇、城区）包括：圣厄拉利多尔特、圣马丹德莱讷、维默内、圣热涅多尔特-多布拉克。

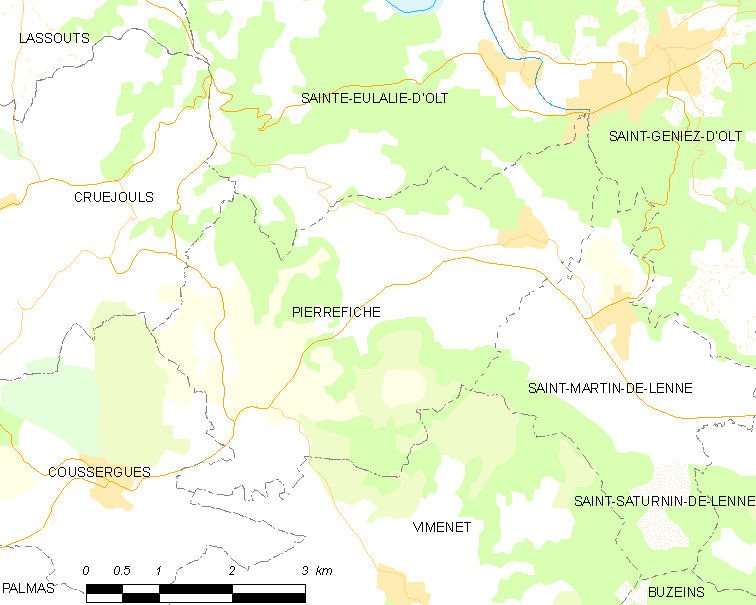
皮埃尔菲什的OSM定位图

皮埃尔菲什的时区为UTC+01:00、UTC+02:00（夏令时）。

## 行政
皮埃尔菲什的邮政编码为12130，INSEE市镇编码为12182。

## 政治
皮埃尔菲什所属的省级选区为洛特-帕朗日县。

## 人口

1962-2008年间皮埃尔菲什人口变化图示

皮埃尔菲什于2022年1月1日时的人口数量为293人。